# Конституция Буркина-Фасо
Конститу́ция Буркина́-Фасо́ (фр. Constitution du Burkina Faso) — основной закон Буркина-Фасо, имеющий высшую юридическую силу. Последняя четвёртая конституция 1991 года, учредившая четвёртую республику Буркина-Фасо, была принята 2 июня 1991 года, в ходе всенародного референдума, вступила в силу 11 июня 1991 года, подвергалась правкам в 1997, 2000, 2002, 2018 годах. 
24 января 2022 года, после государственного переворота, военные Буркина-Фасо заявили о роспуске правительства и парламента, в частности о приостановке действия Конституции. 31 января военная хунта Буркина-Фасо восстановила конституцию и назначила Поля-Анри Сандаого Дамибу временным президентом. Однако после нового военного переворота в сентябре 2022 года капитан Ибрагим Траоре вновь приостановил действие Конституции. 30 сентября 2023 года хунта Буркина-Фасо объявила о «частичном изменении» Конституции. В октябре 2024 года переходный парламент санкционирует внесение изменений в Конституцию. Перед представлением в Конституционный совет, а затем его обнародование президентом Ибрагимом Траоре. 21 ноября 2024 года президент переходного периода Ибрагим Траоре обнародовал закон, содержащий проект пересмотра конституции, о вступлении в силу новой пересмотренной конституции с 30 ноября 2024 года.

## Раздел l Конституции
Глава 1: Статьи первой главы Конституции гарантируют равные права и свободы для всех граждан, запрещают все виды дискриминации, в том числе по расовому, территориальному, конфессиональному, половому, языковому, имущественному и другим признакам. Государство гарантирует защиту жизни и безопасности, а также физическую неприкосновенность граждан. Гарантируется свобода вероисповедания, совести, а также участия в демонстрациях и шествиях. Выделяются права на беспрепятственное получение информации, свободу прессы.
Глава 2: Статьи второй главы Конституции закрепляют политические права граждан Буркина-Фасо. Гарантируется право граждан на участие в текущих делах государства и общества путём участия в выборах. Также закрепляется обозначена свобода объединений.
Глава 4: Статьи четвёртой главы Конституции закрепляет социальные и культурные права и обязанности граждан Буркина-Фасо. Конституцией признаются права на образование, труд, социальную безопасность, отдых, защиту материнства и детства, творчество. Также провозглашается свобода ассоциаций.
После пересмотра Конституции в 2018 году, в новой редакции были закреплены новые формулировки, такие как: гарантия доступ к питьевой воде, достойному жилью и признание права на гражданское неповиновение.

## Раздел II Конституции
Раздел II посвящён вопросам государственного устройства и национального суверенитета.
Так, носителем национального суверенитета является народ Буркина-Фасо.
Разделение властей: Согласно статьям второго раздела Конституции, в стране существуют три ветви власти: исполнительная (президент и правительство); законодательная (однопалатное Национальное собрание), и судебная. Президент и депутаты Национального собрания избираются сроком на 5 лет на всеобщих выборах, основанных на многопартийной основе, и при прямом голосовании совершеннолетних граждан. Кабинет министров назначается президентом по рекомендации премьер-министра, полномочия министров так же определяются премьер-министром. Премьер-министр, в свою очередь, назначается президентом с согласия Национального собрания. Правительство может выносить на рассмотрение парламента вопрос о доверии себе. В случае вынесения вотума недоверия президент обязан отправить в отставку премьер-министра, с последующим назначением нового.
Глава государства: президент, который избирается всеобщим прямым, тайным голосованием на 5 лет с правом переизбрания на ещё один срок. Президент является главой исполнительной власти, но его полномочия ограничены законодательным органом. Президент определяет основные направления политики государства, является гарантом национального единства, независимости, целостности территории и существования государства. Так же, президент является Верховным главнокомандующим вооружёнными силами страны, может вводить чрезвычайное положение. В случае серьёзной угрозы государству президент после консультаций с Советом министров, председателем Национального собрания и главой Конституционного совета президент имеет право принять на себя чрезвычайные полномочия. 
Законодательная власть: законодательная власть в Буркина-Фасо, согласно Конституции, представлена однопалатным Национальным собранием. Депутаты избираются всеобщим, прямым, равным и тайным голосованием. Со сроком полномочий - не более 5 лет. Национальное собрание принимает законы, вводит, повышает или снижает налоги, контролирует деятельность правительства. Национальное собрание собирается на две сессии в году, продолжительность каждой — не более 90 дней. Также оно созывается на чрезвычайные сессии.
Судебная власть: Органами судебной власти являются Кассационная палата, Государственный совет и Счётная палата. В Конституции закреплена независимость судебной власти. Гарантом её независимости является президент, которому помогает Высший совет магистратуры, председателем которого он является. Высший совет магистратуры высказывает свою точку зрения по всем вопросам, касающимся независимости судебной власти, помилования, назначает судей и председателей апелляционных судов.
Территориально-государственное устройство: Согласно конституции, Буркина-Фасо является унитарным государством. Но страна разделена на 45 провинций, которыми управляют назначаемые губернаторы. 
Инициатором пересмотра Конституции могут выступать как президент, так и Национальное собрание, если за это выступят большинство его представителей, а также обладающие правом голоса граждане, которые имеют право предоставить соответствующую петицию в Национальное собрание. Новый текст затем должен либо быть вынесен на референдум и принят большинством голосов, либо утверждён 3/4 голосов в Национальном собрании. Проект пересмотра не может быть принят в случае, если он ставит под сомнение сущность и республиканскую форму правления в государстве, многопартийную систему, территориальную целостность государства.
Буркина-Фасо испытала влияние Франции на становление современных политических институтов в период колониального правления. В связи с чем, в настоящее время вся система политических институтов функционирует по французскому образцу